# نعمت روان
نعمت روان (۱۳۶۰ – ۱۶ ثور/ردیبهشت ۱۴۰۰) روزنامه‌نگار، خبرنگار و مجری تلویزیونی اهل افغانستان بود. وی در پی قتل‌های روزنامه‌نگاران افغان در ۱۶ اردیبهشت ۱۴۰۰ ترور شد. وی مسئول رسانه‌ای وزارت مالیه افغانستان نیز بود.
او مدتی در تلویزیون طلوع‌نیوز به مجری‌گری می‌پرداخت.

## فعالیت
وی کار خود را در تلویزیون طلوع شروع کرد؛ و در آنجا به مجری‌گری پرداخت.

## ترور
روان در تاریخ ۱۶ اردیبهشت ۱۴۰۰ توسط افراد ناشناسِ مسلح در قندهار، افغانستان به قتل رسید. محمد اشرف غنی، رئیس‌جمهور افغانستان این عمل را به شدت محکوم کرده و به طالبان نسبت داده‌است که این ادعا توسط طالبان رد شد.